# Вичевщина
Вичевщина — посёлок в Кумёнском районе Кировской области России. Административный центр Вичевского сельского поселения.

## География
Посёлок находится в центральной части Кировской области, в пределах возвышенности Вятский Увал, в подзоне южной тайги, на левом берегу реки Быстрица, при автодороге 33Н-040, на расстоянии приблизительно 12 км (по прямой) к северо-востоку от посёлка городского типа Кумёны, административного центра района. Абсолютная высота — 159 м над уровнем моря.
Климат
Климат характеризуется как континентальный, умеренно холодный. Среднегодовая температура — 1,6 °C. Средняя температура воздуха самого холодного месяца (января) составляет −12 °C (абсолютный минимум — −45 °С); самого тёплого месяца (июля) — 17,2 °C (абсолютный максимум — 37 °С). Годовое количество атмосферных осадков — 582 мм, из которых две трети выпадает в тёплый период. Снежный покров держится в течение 168 дней.
Часовой пояс
Посёлок Вичевщина, как и вся Кировская область, находится в часовой зоне МСК (московское время). Смещение применяемого времени относительно UTC составляет +3:00.

## Население
| 2010 |
| ---- |
| 1250 |

Половой состав
По данным Всероссийской переписи населения 2010 года, в гендерной структуре населения мужчины составляли 46,2 %, женщины — соответственно 53,8 %.
Национальный состав
Согласно результатам переписи 2002 года, в национальной структуре населения русские составляли 95 % из 1354 чел.

## Улицы
| - ул. Заречная, - ул. Луговая, - ул. Мира, | - ул. Молодёжная, - ул. Новая, - ул. Октябрьская, | - ул. Первомайская, - ул. Северихина, - ул. Юбилейная. |